# Liriomyza splendens
Liriomyza splendens är en tvåvingeart som beskrevs av Spencer 1986. Liriomyza splendens ingår i släktet Liriomyza och familjen minerarflugor.
Artens utbredningsområde är New York. Inga underarter finns listade i Catalogue of Life.